# Llista de peixos de Qatar

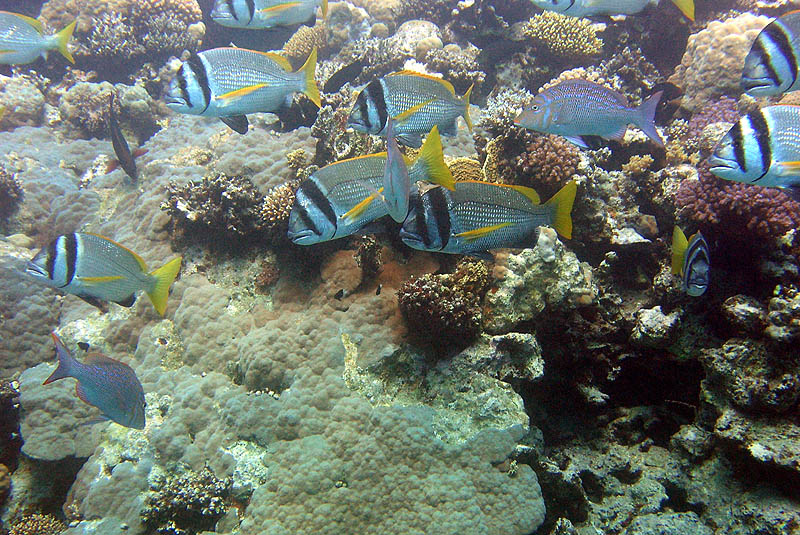
Acanthopagrus bifasciatus

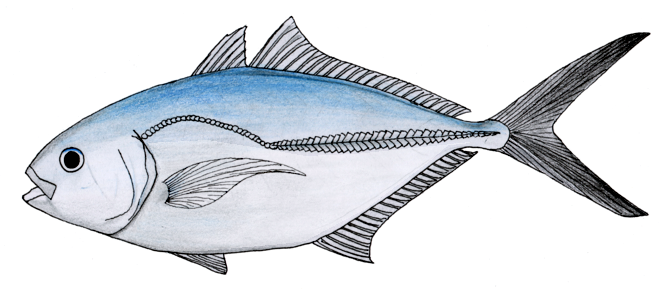
Alepes vari

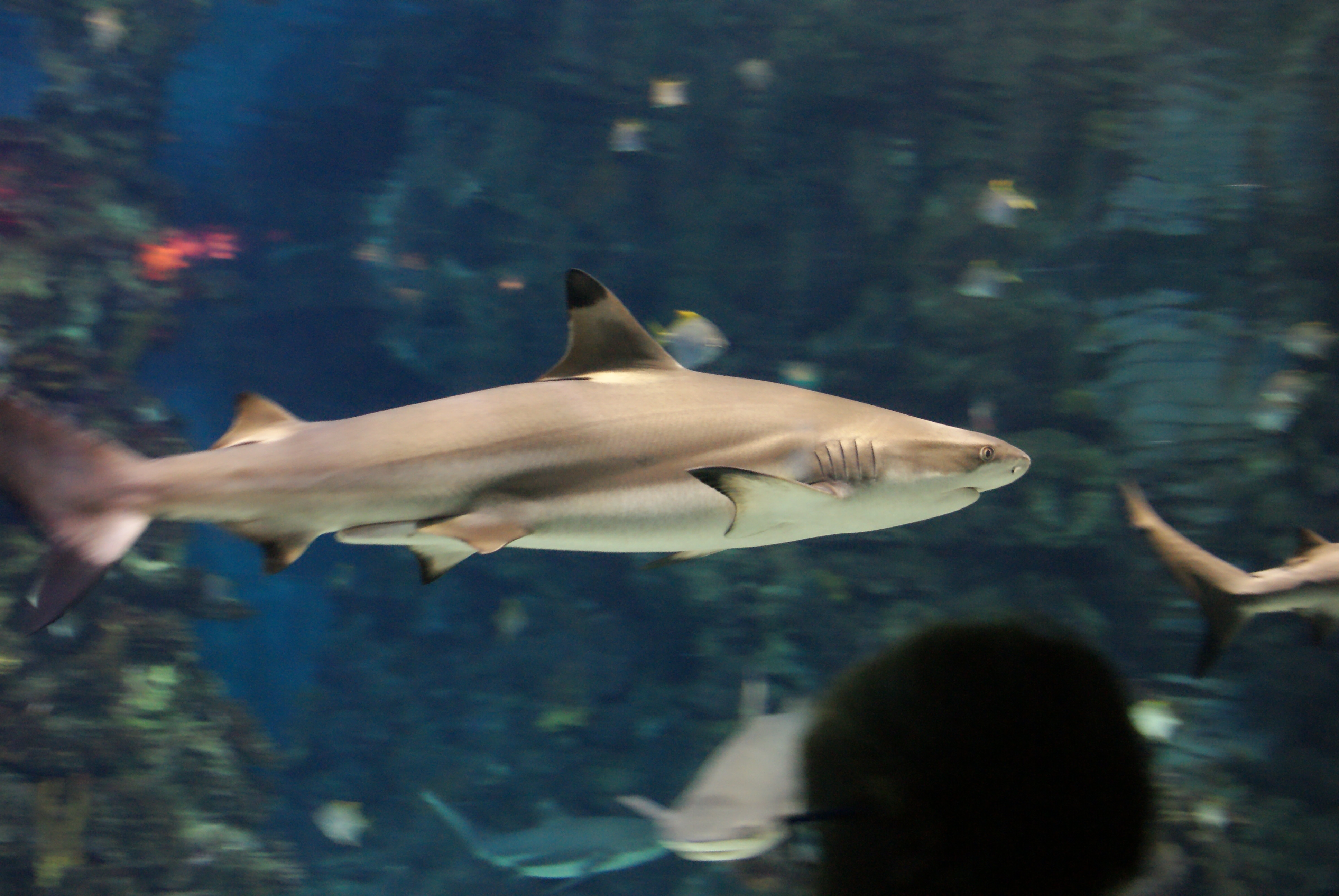
Tauró de puntes negres dels esculls (Carcharhinus melanopterus)

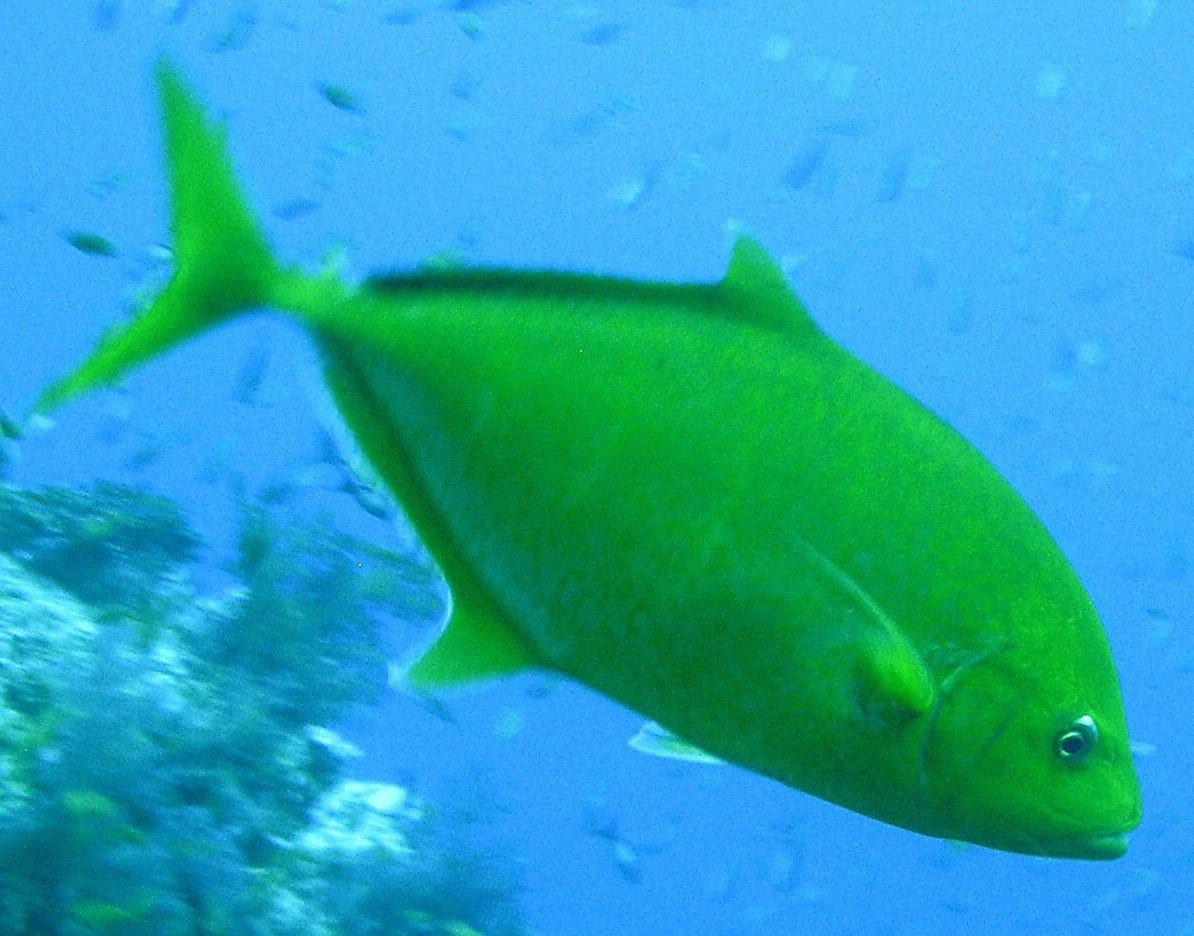
Carangoides bajad

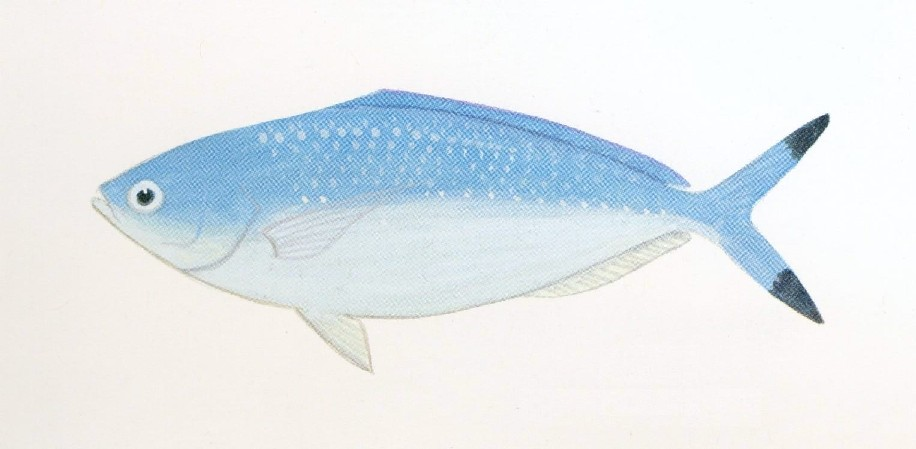
Caesio lunaris

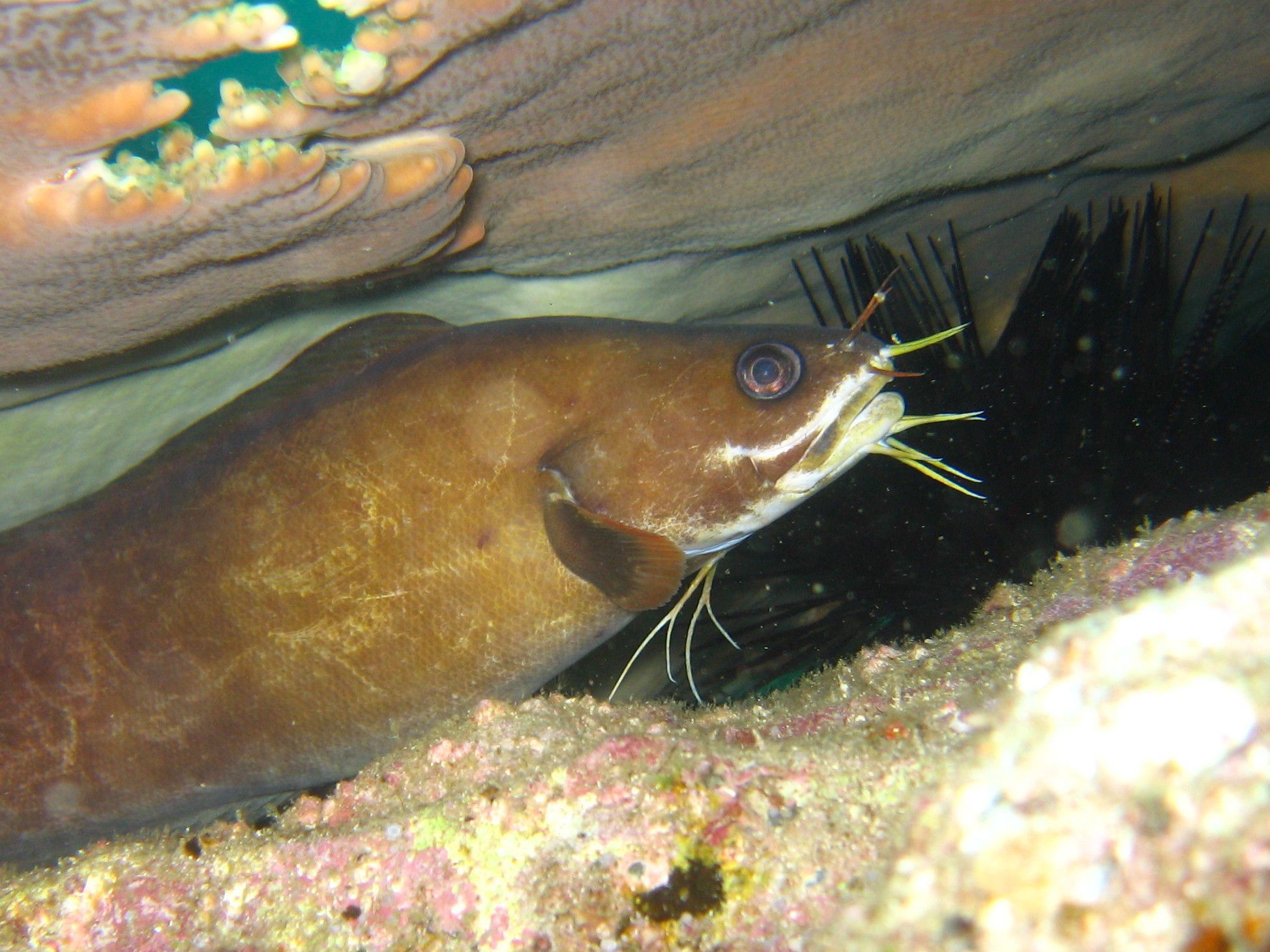
Brotula multibarbata

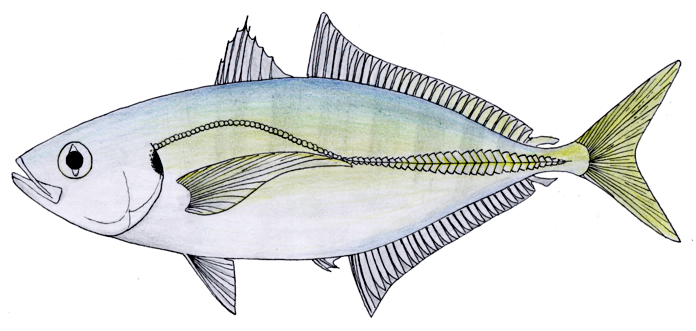
Atule mate

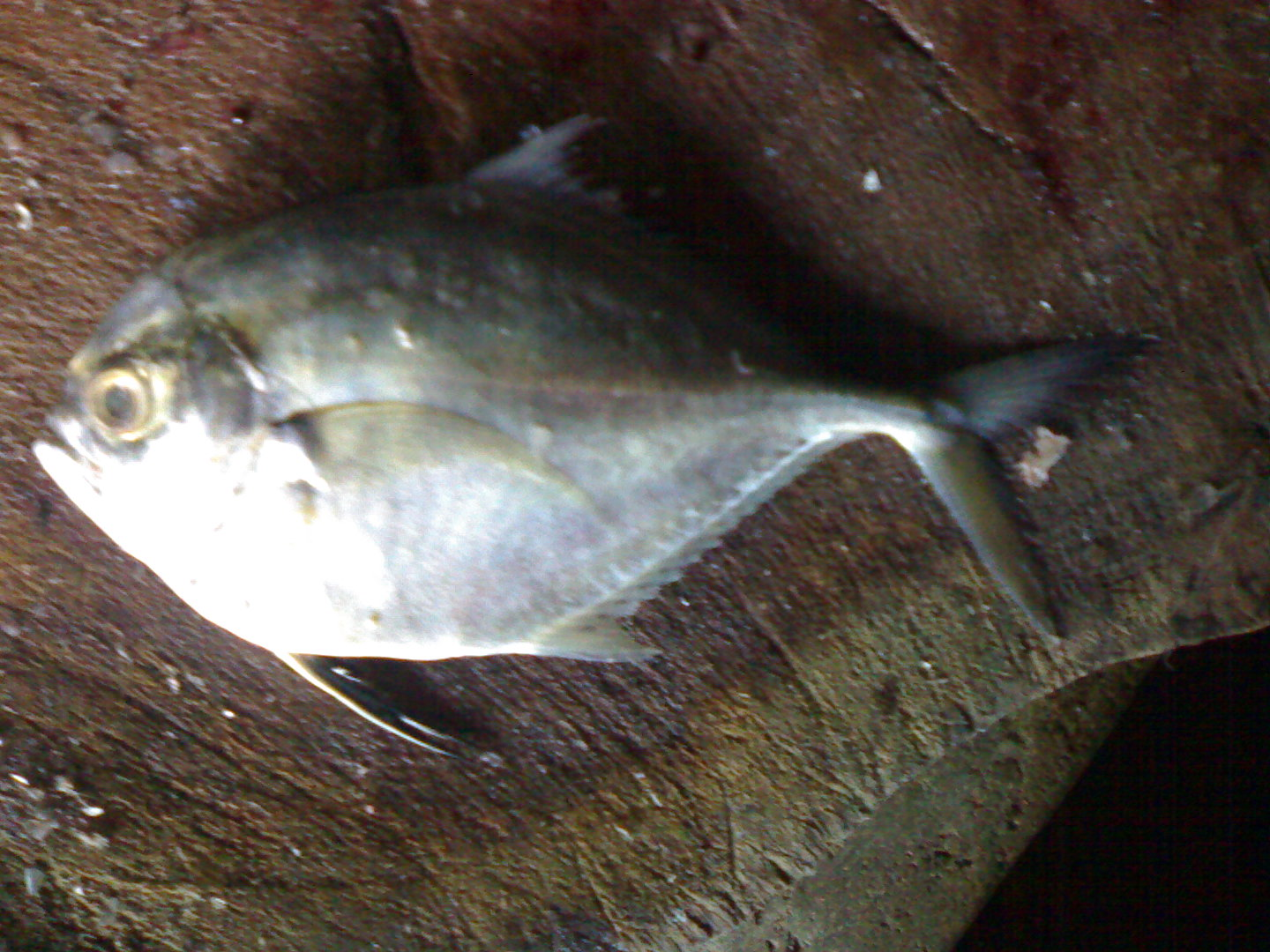
Atropus atropos

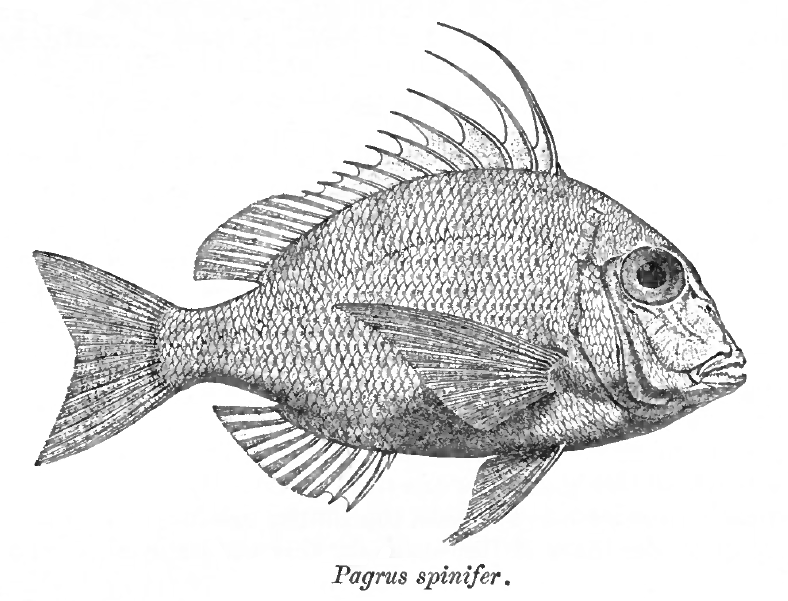
Argyrops spinifer

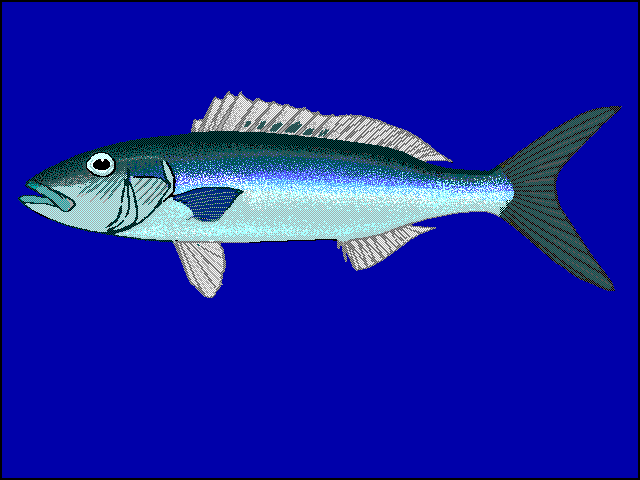
Aprion virescens

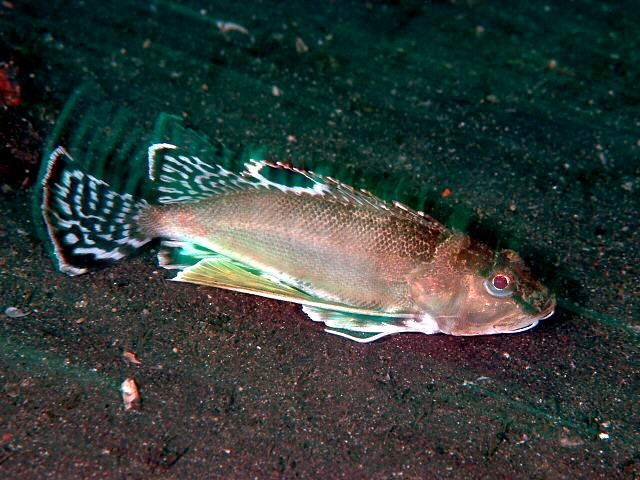
Apistus carinatus

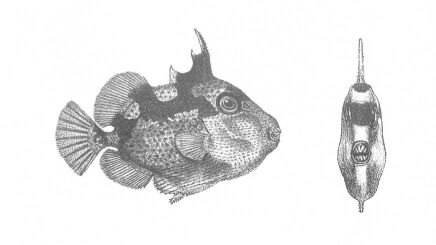
Abalistes stellaris

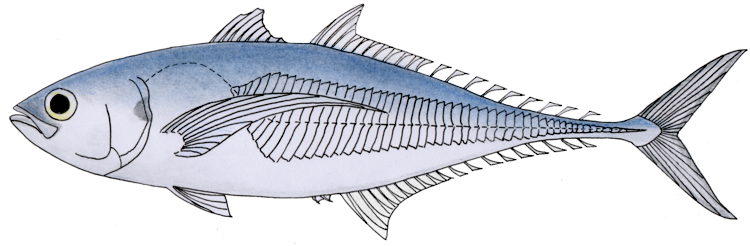
Megalaspis cordyla

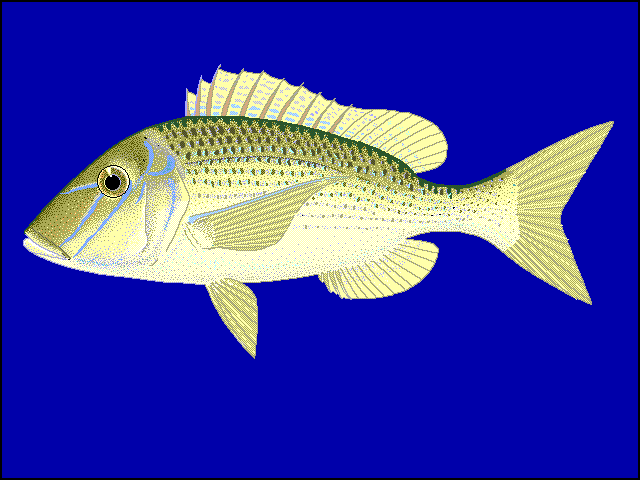
Lethrinus nebulosus

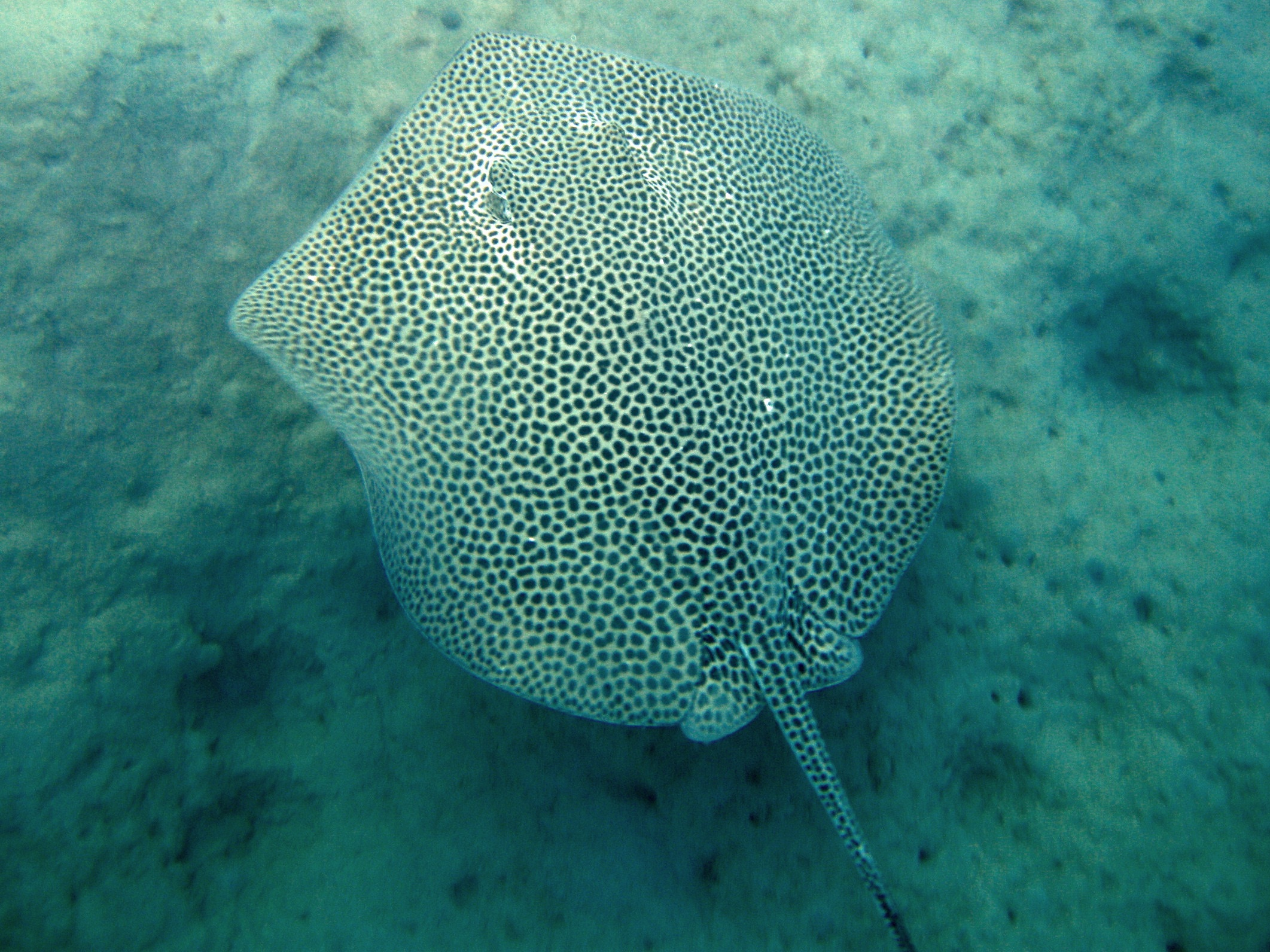
Himantura uarnak

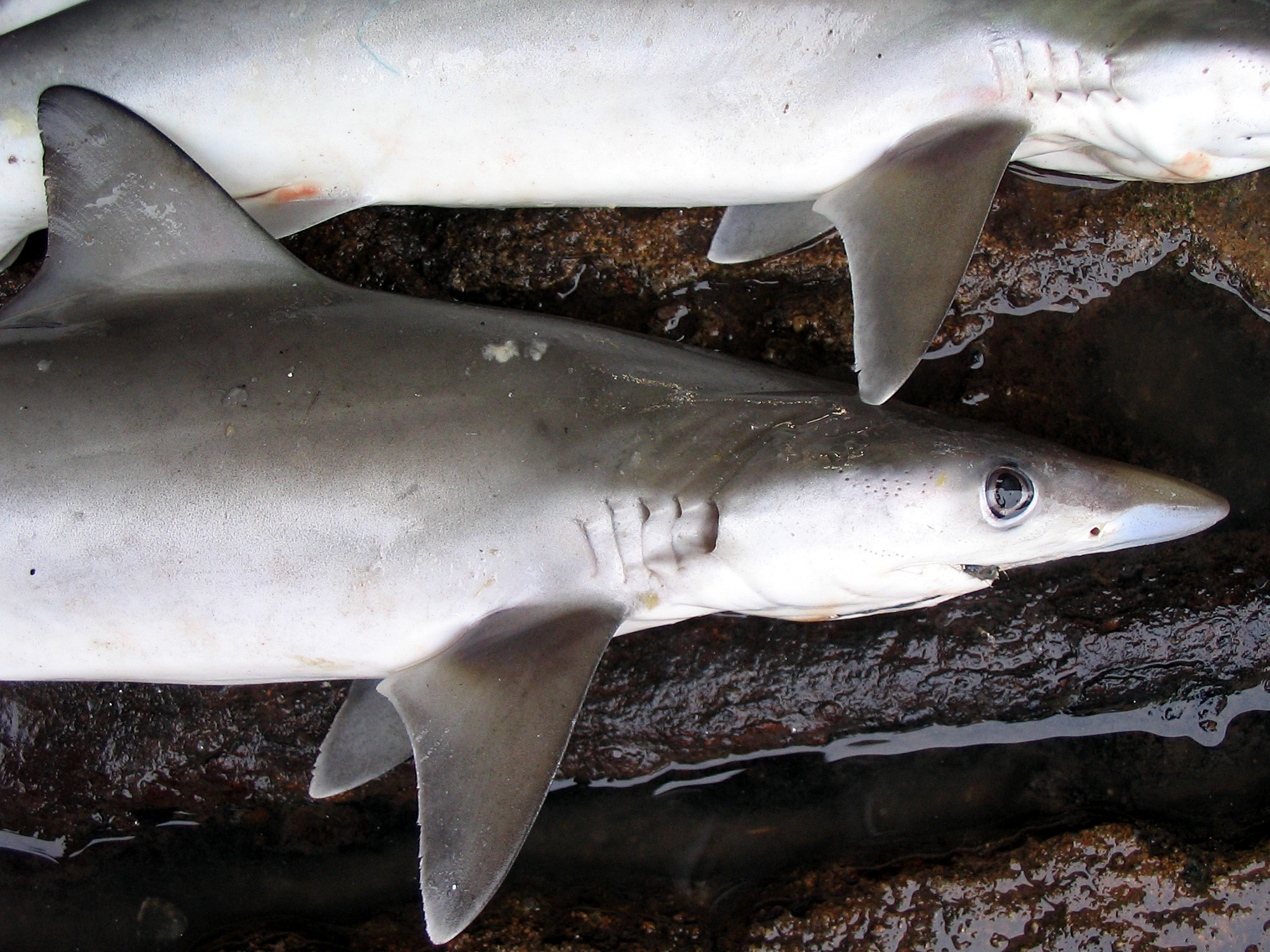
Rhizoprionodon acutus

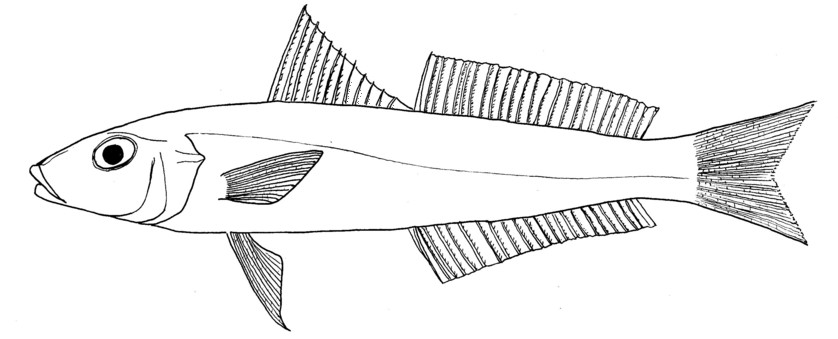
Sillago arabica

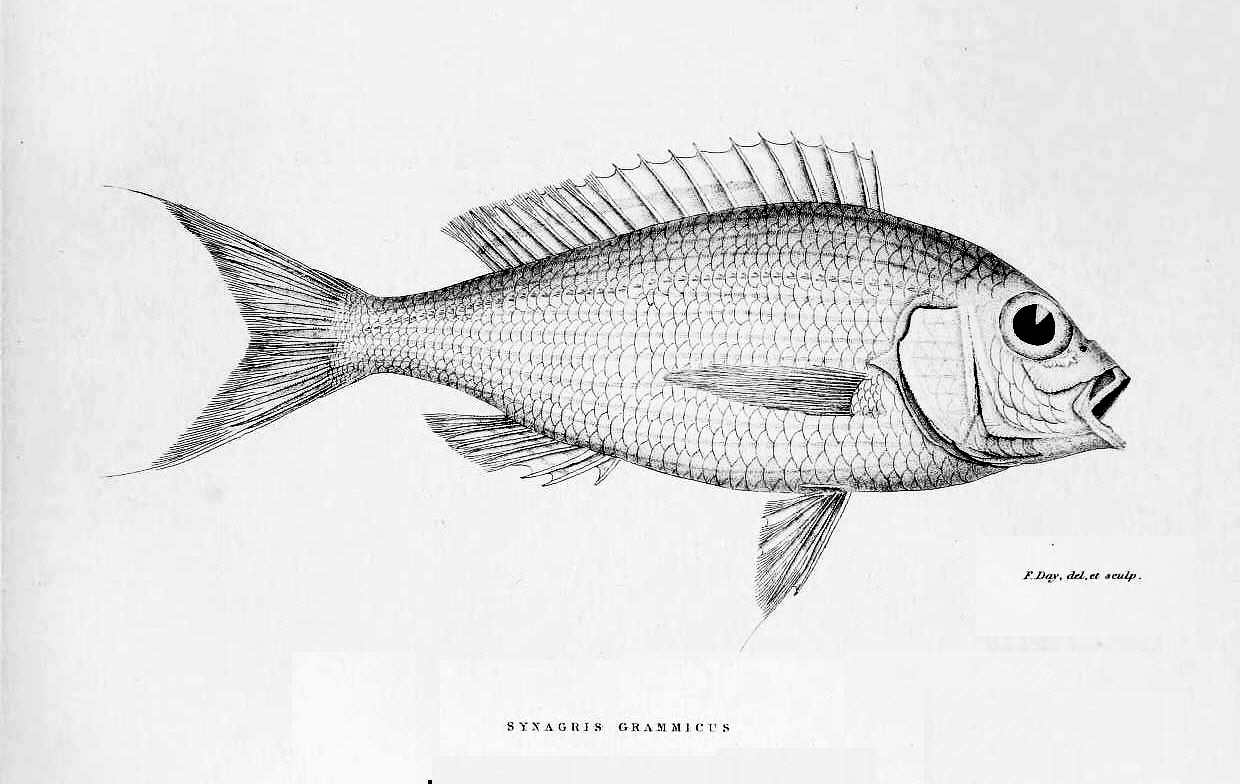
Nemipterus japonicus

Aquesta llista de peixos de Qatar -incompleta- inclou 162 espècies de peixos que es poden trobar a Qatar ordenades per l'ordre alfabètic de llur nom científic.

## A
- Abalistes stellaris
- Acanthopagrus berda
- Acanthopagrus bifasciatus
- Acanthopagrus latus
- Aethaloperca rogaa
- Alectis indica
- Alepes djedaba
- Alepes melanoptera
- Alepes vari
- Amblyeleotris downingi
- Anodontostoma chacunda
- Antennablennius hypenetes
- Apistus carinatus
- Aprion virescens
- Argyrops spinifer
- Atropus atropos
- Atule mate
- Auxis rochei rochei
- Auxis thazard thazard

## B
- Brachirus orientalis
- Brotula multibarbata
- Bryx analicarens

## C
- Caesio lunaris
- Caesio varilineata
- Carangoides bajad
- Carangoides coeruleopinnatus
- Carangoides ferdau
- Carangoides fulvoguttatus
- Caranx heberi
- Caranx sexfasciatus
- Carcharhinus dussumieri
- Carcharhinus limbatus
- Carcharhinus melanopterus
- Carcharhinus plumbeus
- Cephalopholis hemistiktos
- Chaenogaleus macrostoma
- Cheilodipterus persicus
- Cheimerius nufar
- Chiloscyllium arabicum
- Chiloscyllium griseum
- Chirocentrus dorab
- Chirocentrus nudus
- Colletteichthys dussumieri
- Cosmocampus investigatoris
- Crenidens crenidens

## D
- Decapterus russelli
- Diagramma picta
- Diplodus sargus kotschyi
- Dussumieria acuta
- Dussumieria elopsoides

## E
- Encrasicholina devisi
- Encrasicholina punctifer
- Epinephelus areolatus
- Epinephelus bleekeri
- Epinephelus coeruleopunctatus
- Epinephelus coioides
- Epinephelus latifasciatus
- Epinephelus multinotatus
- Epinephelus polylepis
- Etelis carbunculus
- Eupleurogrammus glossodon
- Eupleurogrammus muticus
- Eusphyra blochii

## G
- Galeocerdo cuvier
- Grammoplites suppositus

## H
- Hemipristis elongata
- Heniochus acuminatus
- Herklotsichthys lossei
- Himantura uarnak
- Hypogaleus hyugaensis
- Hyporhamphus sindensis

## I
- Ilisha sirishai
- Istiophorus platypterus

## L
- Lepidotrigla bispinosa
- Lethrinus borbonicus
- Lethrinus lentjan
- Lethrinus microdon
- Lethrinus nebulosus
- Liza persicus
- Lutjanus argentimaculatus
- Lutjanus fulviflamma
- Lutjanus lutjanus
- Lutjanus malabaricus
- Lutjanus quinquelineatus
- Lutjanus russellii
- Lutjanus sanguineus

## M
- Megalaspis cordyla
- Minous monodactylus
- Mustelus mosis

## N
- Naucrates ductor
- Nematalosa nasus
- Nemipterus bipunctatus
- Nemipterus japonicus
- Nemipterus peronii
- Nemipterus randalli

## O
- Okamejei pita
- Otolithes ruber

## P
- Pampus argenteus
- Parascolopsis aspinosa
- Parastromateus niger
- Pardachirus marmoratus
- Parupeneus margaritatus
- Parupeneus rubescens
- Petroscirtes ancylodon
- Pinjalo pinjalo
- Pomacanthus maculosus
- Priacanthus tayenus
- Pristipomoides filamentosus
- Pristipomoides multidens
- Pristipomoides sieboldii
- Pseudorhombus elevatus
- Pseudorhombus malayanus
- Pseudosynanceia melanostigma
- Pseudovespicula dracaena
- Ptereleotris arabica

## R
- Rastrelliger kanagurta
- Rhabdosargus haffara
- Rhabdosargus sarba
- Rhincodon typus
- Rhizoprionodon acutus
- Rhizoprionodon oligolinx

## S
- Sardinella albella
- Sardinella gibbosa
- Sardinella sindensis
- Scolopsis bimaculata
- Scolopsis ghanam
- Scolopsis taeniata
- Scolopsis vosmeri
- Scomber japonicus
- Scomberoides tol
- Scomberomorus commerson
- Scomberomorus guttatus
- Scorpaenopsis lactomaculata
- Selar crumenophthalmus
- Selaroides leptolepis
- Seriola dumerili
- Seriolina nigrofasciata
- Siganus luridus
- Sillago arabica
- Sillago attenuata
- Sillago sihama
- Sparidentex hasta
- Sphyrna mokarran
- Stegostoma fasciatum
- Stolephorus indicus
- Strongylura strongylura

## T
- Taeniura lymma
- Tenualosa ilisha
- Thryssa hamiltonii
- Thryssa vitrirostris
- Thryssa whiteheadi
- Trachinotus blochii
- Trachurus indicus
- Triacanthus biaculeatus
- Trichiurus auriga
- Trichiurus lepturus

## U
- Ulua mentalis
- Upeneus doriae
- Uraspis helvola
- Uraspis uraspis

## V
- Valenciennea persica

## Z
- Zebrias quagga[1]